# ストレイトガール
ストレイトガール（英：Straight Girl、香：真誠少女）は日本の競走馬。おもな勝ち鞍は2014年のシルクロードS、2015年・2016年のヴィクトリアマイル、2015年のスプリンターズステークス。

## 来歴

### デビュー前
2009年3月12日、岡本牧場に生まれる。体が小さかったものの健康体であった、と生産者の岡本章は話している。岡本牧場と関係の深かった調教師の伊藤雄二の仲介によって、廣崎利洋が馬主となった。馬名の由来は「まっすぐな少女」。

### 2歳・3歳
栗東・藤原英昭厩舎に入ったストレイトガールは、2011年8月21日の新馬戦にて宮崎北斗を鞍上に初出走し、10番人気の11着。8月27日の未勝利戦にて同じく宮崎が手綱を握り、初勝利を挙げた。2歳から3歳までに11戦したが、勝ち星は未勝利戦と、2012年6月の500万下条件の2勝に留まった。2012年9月1日の1000万下条件・摩周湖特別で2着入った後は休養に入った。岡本は、ストレイトガールが輸送を苦手としていたこともあり、藤原が長期休養を行ったと話している。

### 4歳
2013年6月16日の500万下条件戦で復帰し、このレースは2着に終わったが、連闘で臨んだ23日の500万下条件戦で勝利。ここから8月にかけてストレイトガールは4連勝し、オープン馬となった。8月25日には重賞初挑戦となるキーンランドカップに出走、2着に敗れたものの、12月のオープン特別・尾張ステークスで勝ち星を挙げた。

### 5歳
2014年2月2日のGIII・シルクロードステークスで5歳の初戦を迎え、苦手としていた輸送も克服し、重賞初勝利を手にした。3月にはGI初挑戦となる高松宮記念に出走するも、不良馬場の影響もあり3着に敗れた。続く5月18日のヴィクトリアマイルにも登録したものの、3着。騎手を務めた岩田康誠は敗因について、進路が開かなかったと話した。6月には函館スプリントステークスに出走、1番人気に推されたものの、直線で進路がふさがれてしまい11着に敗れた。10月5日には、新潟競馬場で開かれたスプリンターズステークスに出走したが2着に敗れた。12月14日には香港スプリントに挑戦、最後の直線で先頭との差を詰めたものの、3着に敗れた。
なお、スプリンターズステークスと同じ日に行われた、美しく手入れされた馬を厩務員の手入れの技術を競う「ベストターンドアウト賞」では、ストレイトガールを担当する調教助手の田中博司が受賞した。

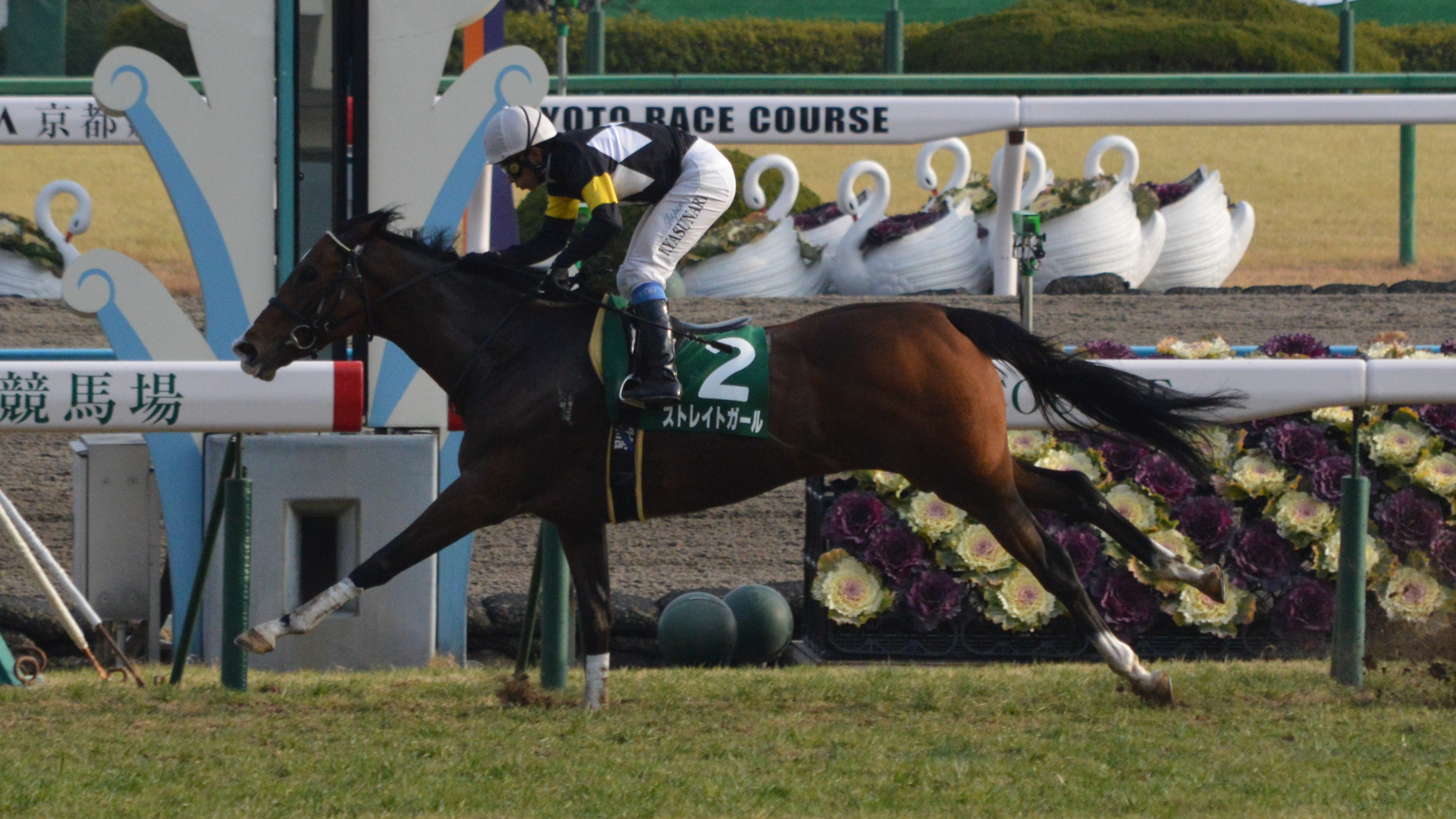
シルクロードS
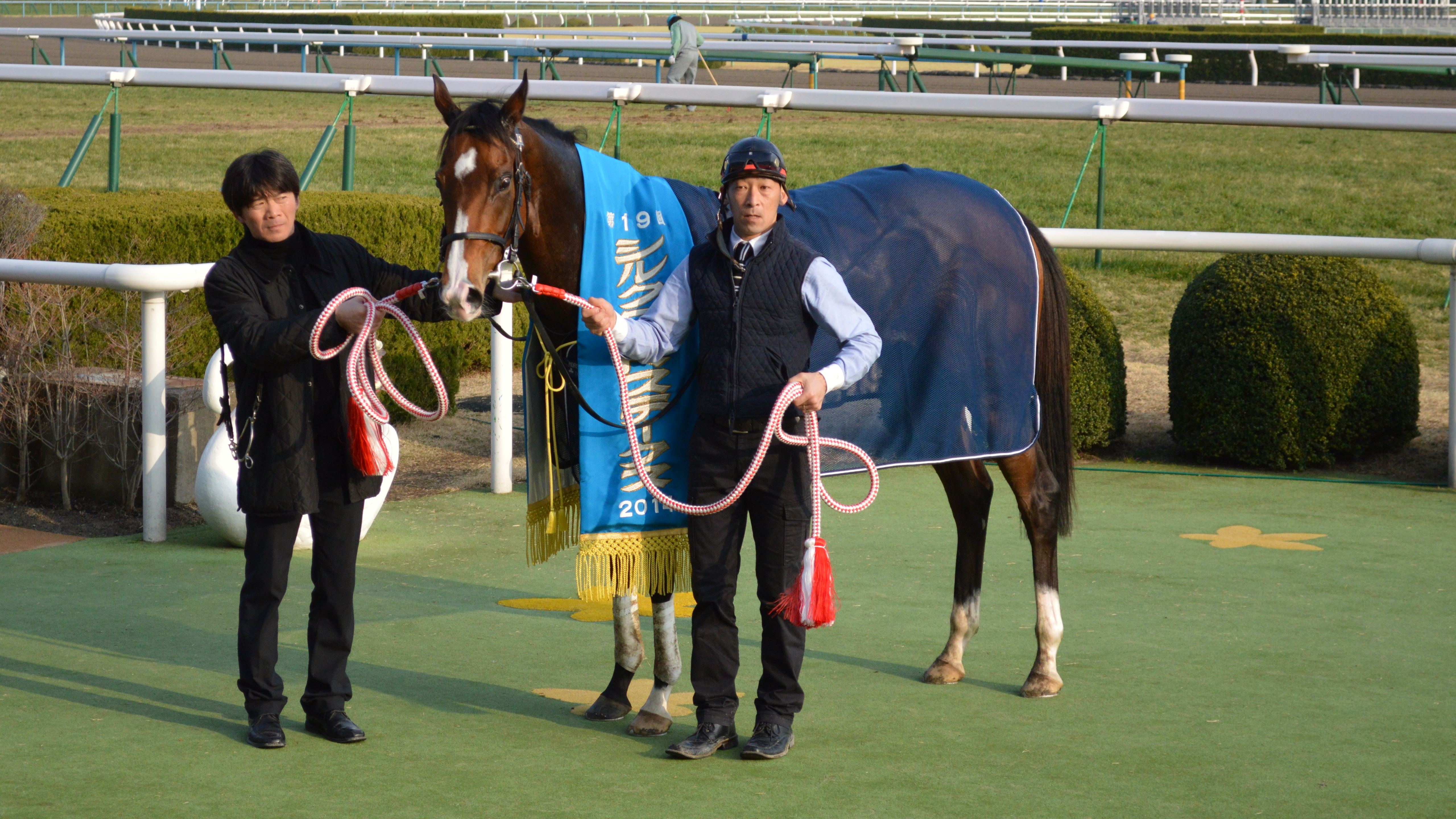
表彰式

### 6歳
6歳となったストレイトガールの初戦は2015年3月29日の高松宮記念であった。香港スプリントでの好走などが評価され1番人気に推されたものの、13着に敗れる。この日は雨が降っており、鞍上の岩田は雨により馬場条件が良くなかったことを敗因に挙げた。
5月17日にはヴィクトリアマイルに出走。岩田がこのレースの1番人気であったヌーヴォレコルトに騎乗することから、ストレイトガールの騎手は戸崎圭太に替わった。人気としては5番目であったが、レースレコードタイとなる1分31秒9のタイムで勝利、GIレース初勝利を果たした。6歳牝馬のGIレース勝利は、1989年のジャパンカップでのホーリックス以来の出来事であった。
5月22日に放牧に出され休養した後、9月13日のセントウルステークス（4着）を経て、10月4日のスプリンターズステークスに出走。1番人気に推された。レースはスローペースの展開となる中、後方からの追込みが決まり勝利、GIレース2勝目を挙げると共に、藤原と戸崎に初のスプリンターズステークス勝利をもたらした。その後、香港に遠征し12月の香港スプリントに出走したが9着に敗れた。

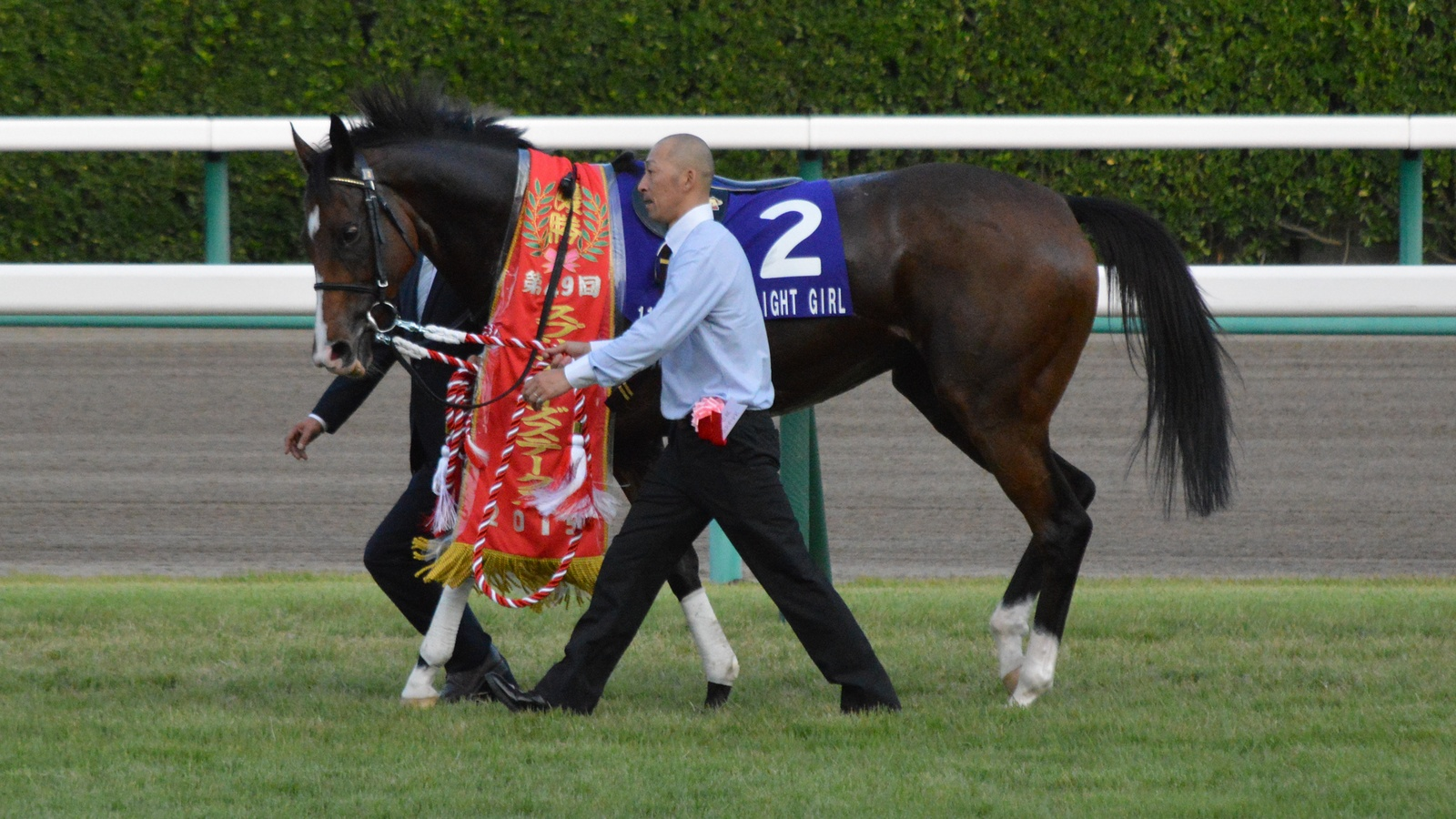
スプリンターズS表彰式

### 7歳
2016年初戦の阪神牝馬ステークスは9着に終わる。続く2戦目、5月15日のヴィクトリアマイルで、ミッキークイーンやショウナンパンドラを抑え連覇し、7歳牝馬としてはJRA史上初のGI勝利を挙げた。そして8月31日に現役引退を発表した。10月30日に東京競馬場で引退式が行われ、11月13日付で競走馬登録を抹消された。12月にイギリスに渡り、ニューマーケット近郊のナショナルスタッドで繁殖牝馬となる。

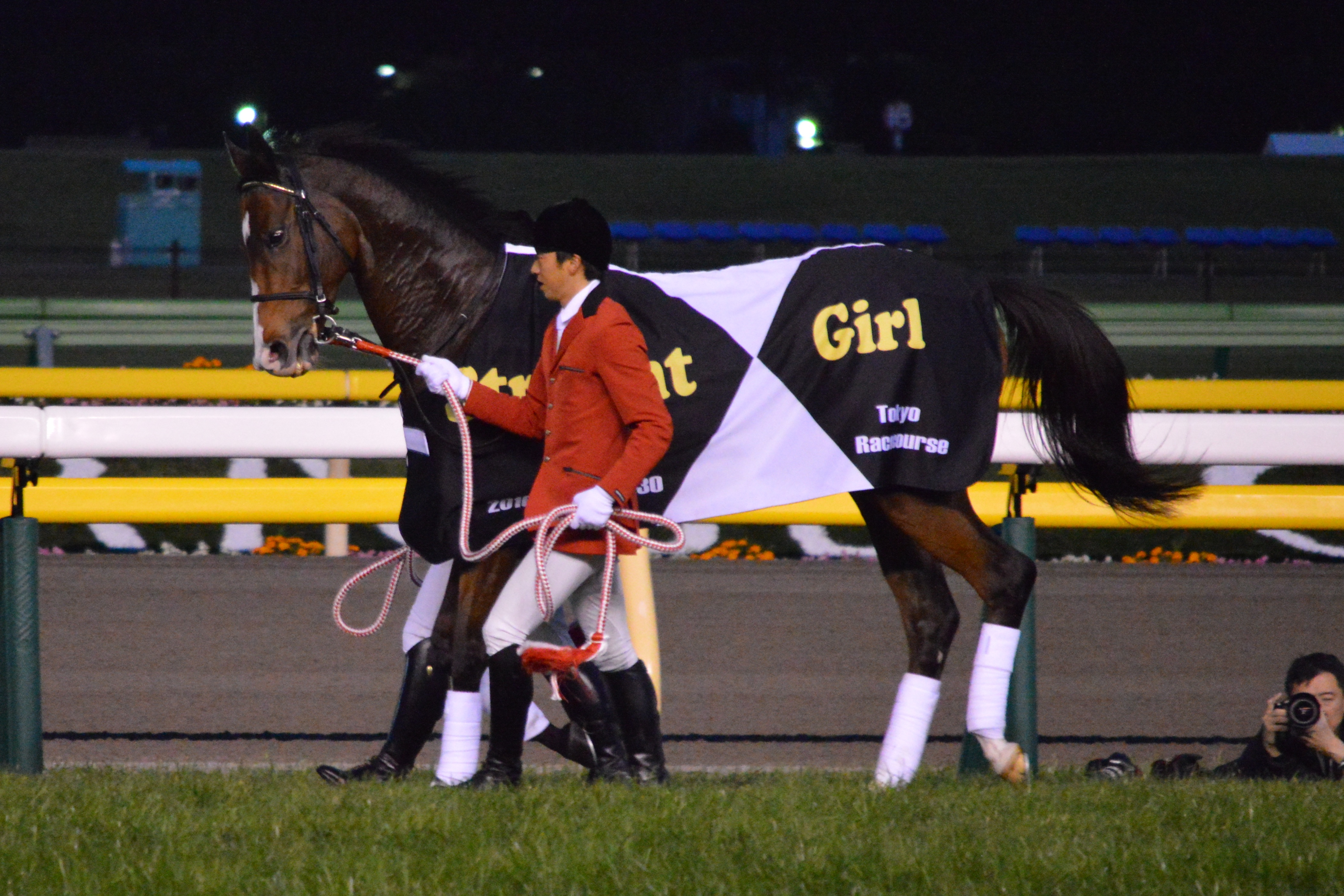
引退式

## 引退後
2016年12月2日(日本時間・12月3日)、イギリスサフォーク州ニューマーケットのナショナルスタッドに到着。着地検査を行ったあと、繁殖牝馬厩舎に入り、2017年から繁殖牝馬として繋養生活を開始した。
2018年2月11日(日本時間・2月12日)に、初仔・ストレイトガールの2018（父Frankel　競走馬名・アスクピーターパン）を、イギリス・サフォーク州ニューマーケットのナショナルスタッドで無事に出産した。
2番仔・ストレイトガールの2020（父Frankel　競走馬名・アスクビイトルズ）を受胎中に日本へ帰国し、平取町のASKSTUDで持込馬として出産している。

## 競走成績
| 競走日     | 競馬場 | 競走名             | 格       | 距離（馬場）  | 頭 数 | 枠 番 | 馬 番 | オッズ （人気） | 着順 | タイム （上り3F） | 着差 | 騎手     | 斤量   | 1着馬（2着馬）         |
| ---------- | ------ | ------------------ | -------- | ------------- | ----- | ----- | ----- | --------------- | ---- | ----------------- | ---- | -------- | ------ | ---------------------- |
| 2011.08.21 | 札幌   | 2歳新馬            |          | 芝1500m（良） | 14    | 4     | 5     | 40.5（10人）    | 11着 | 1:32.8（37.2）    | -1.5 | 宮崎北斗 | 54kg   | ラシンティランテ       |
| 0000.08.27 | 札幌   | 2歳未勝利          |          | 芝1200m（良） | 10    | 5     | 5     | 21.5（06人）    | 01着 | 1:10.9（35.4）    | -0.2 | 宮崎北斗 | 54kg   | （ディアサルーテ）     |
| 0000.09.17 | 札幌   | 2歳500万下         |          | 芝1200m（良） | 16    | 1     | 2     | 20.8（08人）    | 07着 | 1:11.4（36.4）    | -0.9 | 宮崎北斗 | 54kg   | サドンストーム         |
| 0000.10.02 | 札幌   | すずらん賞         | OP       | 芝1200m（良） | 16    | 8     | 16    | 99.0（14人）    | 04着 | 1:11.3（36.0）    | -0.4 | 宮崎北斗 | 54kg   | アラフネ               |
| 0000.12.10 | 阪神   | 2歳500万下         |          | 芝1400m（良） | 14    | 3     | 4     | 19.0（07人）    | 07着 | 1:23.3（36.0）    | -0.5 | 川田将雅 | 54kg   | ニンジャ               |
| 2012.01.15 | 京都   | 紅梅S              | OP       | 芝1400m（良） | 13    | 8     | 13    | 98.7（11人）    | 08着 | 1:23.3（34.1）    | -0.6 | 浜中俊   | 54kg   | サウンドオブハート     |
| 0000.02.04 | 京都   | エルフィンS        | OP       | 芝1600m（良） | 11    | 4     | 4     | 63.9（11人）    | 06着 | 1:37.3（34.1）    | -0.4 | 武幸四郎 | 54kg   | サンシャイン           |
| 0000.06.17 | 函館   | 3歳上500万下       |          | 芝1200m（良） | 15    | 2     | 2     | 04.1（02人）    | 01着 | 1:10.3（35.3）    | -0.1 | 岩田康誠 | 52kg   | （ナイキトリック）     |
| 0000.07.08 | 函館   | 道新スポーツ杯     | 1000万下 | 芝1200m（良） | 16    | 6     | 12    | 11.3（06人）    | 05着 | 1:09.2（34.3）    | -0.5 | 三浦皇成 | 52kg   | シュプリームギフト     |
| 0000.07.29 | 札幌   | 羊ヶ丘特別         | 1000万下 | 芝1200m（良） | 16    | 4     | 8     | 05.5（03人）    | 06着 | 1:09.0（34.5）    | -0.4 | 三浦皇成 | 52kg   | ニシノビークイック     |
| 0000.09.01 | 札幌   | 摩周湖特別         | 1000万下 | 芝1500m（良） | 14    | 8     | 13    | 13.8（06人）    | 02着 | 1:29.4（33.9）    | -0.4 | 岩田康誠 | 53kg   | ダンツミュータント     |
| 2013.06.16 | 函館   | 3歳上500万下       |          | 芝1200m（良） | 16    | 8     | 16    | 02.2（01人）    | 02着 | 1:08.1（34.2）    | -0.0 | 岩田康誠 | 55kg   | ユールフェスト         |
| 0000.06.23 | 函館   | 3歳上500万下       |          | 芝1200m（良） | 16    | 8     | 16    | 02.0（01人）    | 01着 | 1:08.4（34.5）    | -0.4 | 田中勝春 | 55kg   | （モエレフルール）     |
| 0000.07.13 | 函館   | 函館スポニチ賞     | 1000万下 | 芝1200m（良） | 9     | 1     | 1     | 01.7（01人）    | 01着 | 1:09.3（34.2）    | -0.1 | 岩田康誠 | 55kg   | （ユールフェスト）     |
| 0000.07.20 | 函館   | 函館日刊スポーツ杯 | 1600万下 | 芝1200m（良） | 15    | 6     | 10    | 04.5（02人）    | 01着 | 1:08.1（34.5）    | -0.3 | 岩田康誠 | 55kg   | （アットウィル）       |
| 0000.08.11 | 函館   | UHB賞              | OP       | 芝1200m（良） | 12    | 1     | 1     | 03.1（02人）    | 01着 | 1:10.4（34.7）    | -0.0 | 吉田隼人 | 54kg   | （ファインチョイス）   |
| 0000.08.25 | 函館   | キーンランドC      | GIII     | 芝1200m（稍） | 16    | 6     | 11    | 03.7（01人）    | 02着 | 1:11.7（36.0）    | -0.0 | 田中勝春 | 54kg   | フォーエバーマーク     |
| 0000.12.08 | 中京   | 尾張S              | OP       | 芝1200m（良） | 18    | 7     | 15    | 02.9（01人）    | 01着 | 1:08.6（33.5）    | -0.2 | 吉田隼人 | 55kg   | （モグモグパクパク）   |
| 2014.02.02 | 京都   | シルクロードS      | GIII     | 芝1200m（良） | 16    | 1     | 2     | 05.2（02人）    | 01着 | 1:07.4（33.0）    | -0.4 | 岩田康誠 | 55kg   | （レディオブオペラ）   |
| 0000.03.30 | 中京   | 高松宮記念         | GI       | 芝1200m（不） | 18    | 5     | 9     | 02.6（01人）    | 03着 | 1:12.9（37.0）    | -0.7 | 岩田康誠 | 55kg   | コパノリチャード       |
| 0000.05.18 | 東京   | ヴィクトリアマイル | GI       | 芝1600m（良） | 18    | 1     | 1     | 13.7（06人）    | 03着 | 1:32.4（33.2）    | -0.1 | 岩田康誠 | 55kg   | ヴィルシーナ           |
| 0000.06.22 | 函館   | 函館スプリントS    | GIII     | 芝1200m（良） | 14    | 2     | 2     | 01.6（01人）    | 11着 | 1:09.1（34.9）    | -0.6 | 岩田康誠 | 56kg   | ガルボ                 |
| 0000.10.05 | 新潟   | スプリンターズS    | GI       | 芝1200m（良） | 18    | 5     | 9     | 03.6（02人）    | 02着 | 1:08.9（34.2）    | -0.1 | 岩田康誠 | 55kg   | スノードラゴン         |
| 0000.12.14 | 沙田   | 香港スプリント     | G1       | 芝1200m（GF） | 14    | 13    | 13    | 55.0（13人）    | 03着 | 1.08.75           | 0.18 | 岩田康誠 | 55.5kg | Aerovelocity           |
| 2015.03.29 | 中京   | 高松宮記念         | GI       | 芝1200m（稍） | 18    | 8     | 18    | 05.1（01人）    | 13着 | 1:09.7（34.7）    | -1.2 | 岩田康誠 | 55kg   | エアロヴェロシティ     |
| 0000.05.17 | 東京   | ヴィクトリアマイル | GI       | 芝1600m（良） | 18    | 3     | 5     | 14.1（05人）    | 01着 | 1:31.9（33.0）    | -0.0 | 戸崎圭太 | 55kg   | （ケイアイエレガント） |
| 0000.09.13 | 阪神   | セントウルS        | GII      | 芝1200m（良） | 16    | 6     | 12    | 04.4（03人）    | 04着 | 1:07.8（33.2）    | -0.0 | 戸崎圭太 | 55kg   | アクティブミノル       |
| 0000.10.04 | 中山   | スプリンターズS    | GI       | 芝1200m（良） | 15    | 1     | 2     | 04.4（01人）    | 01着 | 1:08.1（33.1）    | -0.1 | 戸崎圭太 | 55kg   | （サクラゴスペル）     |
| 0000.12.13 | 沙田   | 香港スプリント     | G1       | 芝1200m（G）  | 13    | 13    | 14    | 12.0（04人）    | 09着 | 1.09.77           | 1.03 | 戸崎圭太 | 55.5kg | Peniaphobia            |
| 2016.04.09 | 阪神   | 阪神牝馬S          | GII      | 芝1600m（良） | 13    | 8     | 13    | 05.9（03人）    | 09着 | 1:33.9（34.8）    | -0.8 | 戸崎圭太 | 56kg   | スマートレイアー       |
| 0000.05.15 | 東京   | ヴィクトリアマイル | GI       | 芝1600m（良） | 18    | 7     | 13    | 17.7（07人）    | 01着 | 1:31.5（33.4）    | -0.4 | 戸崎圭太 | 55kg   | （ミッキークイーン）   |

- 馬場状態：GF=Good to firm、G=Good

## 繁殖成績
|       | 馬名                     | 生年   | 性 | 毛色   | 父             | 馬主             | 厩舎           | 戦績                   | 出典   |
| ----- | ------------------------ | ------ | -- | ------ | -------------- | ---------------- | -------------- | ---------------------- | ------ |
| 初仔  | アスクピーターパン       | 2018年 | 牡 | 鹿毛   | フランケル     | 廣崎利洋HD（株） | 栗東・藤原英昭 | 0戦0勝（引退・種牡馬） | [ 23 ] |
| 2番仔 | アスクビートルズ         | 2020年 | 牡 | 鹿毛   | フランケル     | 廣崎利洋HD（株） | 栗東・藤原英昭 | 3戦1勝（現役）         | [ 24 ] |
| 3番仔 | ストレイトアスク         | 2021年 | 牝 | 鹿毛   | ロードカナロア | 廣崎利洋HD（株） | 栗東・藤原英昭 | 8戦1勝（現役）         | [ 25 ] |
| 4番仔 | マドモアゼルアスク       | 2022年 | 牝 | 栗毛   | エピファネイア | 廣崎利洋HD（株） | 栗東・藤原英昭 | 3戦0勝（現役）         | [ 26 ] |
| 5番仔 | (ストレイトガールの2023) | 2023年 | 牡 | 青鹿毛 | コントレイル   |                  |                | デビュー前             | [ 27 ] |
| 6番仔 | (ストレイトガールの2023) | 2024年 | 牝 | 鹿毛   | ロードカナロア |                  |                |                        | [ 28 ] |

・2025年4月17日現在

## 血統
| ストレイトガールの血統        | ストレイトガールの血統                               | ストレイトガールの血統             | （血統表の出典）                   | （血統表の出典）        |
| 父系                          | サンデーサイレンス系（ヘイロー系）                   | サンデーサイレンス系（ヘイロー系） | サンデーサイレンス系（ヘイロー系） | [ § 2 ]                 |
| 父 フジキセキ 1992 青鹿毛     | 父の父*サンデーサイレンス Sunday Silence 1986 青鹿毛 | Halo                               | Hail to Reason                     | Hail to Reason          |
| 父 フジキセキ 1992 青鹿毛     | 父の父*サンデーサイレンス Sunday Silence 1986 青鹿毛 | Halo                               | Cosmah                             |                         |
| 父 フジキセキ 1992 青鹿毛     | 父の父*サンデーサイレンス Sunday Silence 1986 青鹿毛 | Wishing Well                       | Understanding                      | Understanding           |
| 父 フジキセキ 1992 青鹿毛     | 父の父*サンデーサイレンス Sunday Silence 1986 青鹿毛 | Wishing Well                       | Mountain Flower                    |                         |
| 父 フジキセキ 1992 青鹿毛     | 父の母*ミルレーサー Millracer 1983 鹿毛              | Le Fabuleux                        | Wild Risk                          | Wild Risk               |
| 父 フジキセキ 1992 青鹿毛     | 父の母*ミルレーサー Millracer 1983 鹿毛              | Le Fabuleux                        | Anguar                             |                         |
| 父 フジキセキ 1992 青鹿毛     | 父の母*ミルレーサー Millracer 1983 鹿毛              | Marston's Mill                     | In Reality                         | In Reality              |
| 父 フジキセキ 1992 青鹿毛     | 父の母*ミルレーサー Millracer 1983 鹿毛              | Marston's Mill                     | Millicent                          |                         |
| 母 ネヴァーピリオド 2002 栗毛 | 母の父*タイキシャトル 1994 栗毛                      | Devil's Bag                        | Halo                               | Halo                    |
| 母 ネヴァーピリオド 2002 栗毛 | 母の父*タイキシャトル 1994 栗毛                      | Devil's Bag                        | Ballade                            |                         |
| 母 ネヴァーピリオド 2002 栗毛 | 母の父*タイキシャトル 1994 栗毛                      | *ウェルシュマフィン                | Caerleon                           | Caerleon                |
| 母 ネヴァーピリオド 2002 栗毛 | 母の父*タイキシャトル 1994 栗毛                      | *ウェルシュマフィン                | Muffitys                           |                         |
| 母 ネヴァーピリオド 2002 栗毛 | 母の母フューチャハッピー 1997 鹿毛                   | *デインヒル                        | Danzig                             | Danzig                  |
| 母 ネヴァーピリオド 2002 栗毛 | 母の母フューチャハッピー 1997 鹿毛                   | *デインヒル                        | Razyana                            |                         |
| 母 ネヴァーピリオド 2002 栗毛 | 母の母フューチャハッピー 1997 鹿毛                   | タイセイカグラ                     | *モーニングフローリック            | *モーニングフローリック |
| 母 ネヴァーピリオド 2002 栗毛 | 母の母フューチャハッピー 1997 鹿毛                   | タイセイカグラ                     | ミリーバード                       |                         |
| 母系(F-No.)                   | ラバテラ系(FN:16-a)                                  | ラバテラ系(FN:16-a)                | ラバテラ系(FN:16-a)                | [ § 3 ]                 |
| 5代内の近親交配               | Halo 3×4=18.75%                                      | Halo 3×4=18.75%                    | Halo 3×4=18.75%                    | [ § 4 ]                 |
| 出典                          | 1. 2. 3. 4.                                          | 1. 2. 3. 4.                        | 1. 2. 3. 4.                        | 1. 2. 3. 4.             |

- 母ネヴァーピリオドは500万下特別・若菜賞を制するなど3勝を挙げ[30]、シャダイカグラの半妹タイセイカグラを母の母に持つ[7]。本馬はネヴァーピリオドの2番仔である。
- 祖母フューチャハッピーの半兄にオースミブライトがいる。

## 参考資料
1. ↑  “STRAIGHT GIRL  (T606) - Racing Information” (英語).  香港賽馬會(The Hong Kong Jockey Club). 2015年9月14日閲覧。
2. ↑  “真誠少女 (T606) - 馬匹資料 - 賽馬資訊” (中国語).   香港賽馬會(The Hong Kong Jockey Club). 2015年9月14日閲覧。
3. 1 2  競走馬情報：ストレイトガール
4. ↑  “競走成績：全競走成績｜ストレイトガール”. JBISサーチ.  公益社団法人日本軽種馬協会. 2015年10月5日閲覧。
5. ↑  “青写真通りのマイル参戦ストレイトガール”.   競馬ラボ. 2022年7月9日閲覧。
6. ↑  “ストレイト生産・岡本牧場感無量”. スポーツニッポン. (2015年10月5日) 2015年10月5日閲覧。
7. 1 2 3 4 5 6  “重賞ウイナーレポート 2015年05月17日 ヴィクトリアマイル G1”.  日本軽種馬協会 競走馬のふるさと案内所. 2015年10月5日閲覧。
8. ↑  “ストレイトガールが突き放して重賞初V”.   KEIBA LAB. 2015年9月14日閲覧。
9. 1 2 3 4  “ストレイトガール”.   netkeiba.com. 2015年10月5日閲覧。
10. 1 2  “1番人気ストレイトガール無念13着…岩田雨嘆く”. (2015年3月30日) 2015年10月5日閲覧。
11. ↑  “【ヴィクトリアマイル】(東京)～ヴィルシーナが連覇達成”.   netkeibaニュース (2014年5月18日). 2015年10月5日閲覧。
12. ↑  “ガルボが差し切り、約2年2ヶ月ぶりの重賞制覇/函館スプリントS” (2014年6月22日). 2015年10月5日閲覧。
13. ↑  “ストレイトガール3着 地元のエアロヴェロシティが逃げ切りV/香港スプリント”.   netkeibaニュース (2014年12月14日). 2015年10月5日閲覧。
14. ↑  “「ベストターンドアウト賞」にストレイトガールの田中博司調教助手”.   netkeibaニュース (2014年10月5日). 2015年10月5日閲覧。
15. ↑  “第10回ヴィクトリアマイル(G1)”.   netkeiba.com. 2015年10月5日閲覧。
16. 1 2  “ストレイトガール直線一気！テン乗り戸崎で初戴冠”. (2015年5月18日) 2015年10月5日閲覧。
17. ↑  “ストレイトガールは香港がラストラン、藤原英師「ローテは状態を見ながら」”. netkeibaニュース. (2015年5月23日) 2015年10月5日閲覧。
18. ↑  “ストレイトガール奇跡の末脚でGI二冠 有終の舞台は香港スプリントへ”.   スポーツナビ (2015年10月4日). 2015年10月5日閲覧。
19. ↑  ヴィクトリアマイル連覇のストレイトガールが引退　“怪物”フランケルと交配へnetkeiba.com、2016年8月31日閲覧
20. ↑  ストレイトガール号が競走馬登録抹消日本中央競馬会、2016年11月15日閲覧
21. ↑  ストレイトガール号の引退式を東京競馬場で開催日本中央競馬会、2016年10月16日閲覧
22. ↑  ストレイトガール、米3冠馬アメリカンファラオと交配プランスポーツ報知、2016年10月25日閲覧
23. ↑  “アスクピーターパン | 競走馬データ”. netkeiba.com. 2022年12月19日閲覧。
24. ↑  “アスクビートルズ | 競走馬データ”. netkeiba.com. 2022年12月19日閲覧。
25. ↑  “ストレイトアスク (Straight Ask) | 競走馬データ”. netkeiba.com. 2023年7月28日閲覧。
26. ↑  “マドモアゼルアスク｜JBISサーチ（JBIS-Search）”. www.jbis.or.jp. 2024年10月3日閲覧。
27. ↑  “__________________｜JBISサーチ（JBIS-Search）”. www.jbis.or.jp. 2024年10月3日閲覧。
28. ↑  “__________________｜JBISサーチ（JBIS-Search）”. www.jbis.or.jp. 2024年10月3日閲覧。
29. ↑  平出貴昭 (2014年9月17日). “『覚えておきたい日本の牝系100』収録の全牝系一覧”. 競馬“血統”人生／平出貴昭. 2018年5月9日閲覧。
30. ↑  “ネヴァーピリオド”.   netkeiba.com. 2015年10月5日閲覧。